# Bajos csajok (film, 2004)
A Bajos csajok (eredeti cím: Mean Girls) 2004-ben bemutatott amerikai tinivígjáték, melyet Tina Fey forgatókönyvéből Mark Waters rendezett. A film alapjául egy 2002-es önsegítő könyv, a Queen Bees and Wannabes szolgált, mely a középiskolás lányok iskolai klikkesedéséről és annak lehetséges káros hatásairól szól. A főbb szerepekben Lindsay Lohan, Rachel McAdams, Tina Fey, Lacey Chabert, Lizzy Caplan, Daniel Franzese, Jonathan Bennett és (első filmes szerepében) Amanda Seyfried látható.
A film világszerte 129 millió dolláros bevételt ért el és rajongói körében kultuszfilm-státuszba emelkedett. 2011-ben jelent meg tévéfilmes folytatása Bajos csajok 2. címmel.

## Szereplők
| Színész          | Szereplő                       | Magyar hang        |
| ---------------- | ------------------------------ | ------------------ |
| Lindsay Lohan    | Cady Heron                     | Vadász Bea         |
| Rachel McAdams   | Regina George                  | Molnár Ilona       |
| Lacey Chabert    | Gretchen Weiners               | Bogdányi Titanilla |
| Amanda Seyfried  | Karen Smith                    | Csifó Dorina       |
| Tina Fey         | Sharon Norbury matematikatanár | Kisfalvi Krisztina |
| Tim Meadows      | Ron Duvall igazgató            | Galbenisz Tomasz   |
| Amy Poehler      | Mrs. George                    | Zakariás Éva       |
| Lizzy Caplan     | Janis Ian                      | Simonyi Piroska    |
| Daniel Franzese  | Damian Leigh                   | Szvetlov Balázs    |
| Jonathan Bennett | Aaron Samuels                  | Előd Álmos         |